# Ferdinand Leopoldi
Ferdinand Leopoldi, ursprünglich: Ferdinand Israel Kohn (* 20. August 1886 in Wien; † 20. Dezember 1944 ebenda) war ein österreichischer Pianist, Schlagerkomponist und Kabarettmanager.

## Leben
Ferdinand war der älteste Sohn des Musikers Leopold Kohn (die offizielle Änderung des Familiennamens in Leopoldi erfolgte 1911). Dieser brachte ihm und seinem Bruder Hermann das Klavierspiel bei. Er bemühte sich auch um Engagements für die beiden; schon als Sechsjähriger trat Ferdinand als Pianist auf. Den Ersten Weltkrieg verbrachte er wie sein Bruder bei den Deutschmeistern. Auch nachher hatten beide oft gemeinsame Auftritte im Etablissement Ronacher und anderen Vergnügungslokalen und Bars. In dieser Zeit entstanden Leopoldis erste Schlager. 1918 war er einer der Mitbegründer der Internationalen Artisten-Organisation.
Als Solopianisten in Wiener Cafés/Bars wurde Ferdinand als Ferdinand Leopoldi beworben, sein Bruder Hermann als Leopoldi.
Hermann und Ferdinand Leopoldi eröffneten 1922 zusammen mit dem Conférencier Fritz Wiesenthal († 31. Dezember 1936 in einem Sanatorium in Mauer bei Wien; Alter: 53/56) das Kabarett „Leopoldi-Wiesenthal“, kurz „L.W.“, in der Rotgasse 5 im ersten Wiener Gemeindebezirk. Das Lokal wurde bald weit über die Landesgrenzen bekannt. Neben Leopoldi-Wiesenthal traten hier mehr oder weniger regelmäßig Charlotte Waldow, Franzi Ressel, Armin Berg, Hans Moser, Szöke Szakall, Max Hansen, Fritz Grünbaum, Karl Valentin oder Raoul Aslan und Otto Tressler auf. 1925 mussten sie das Lokal jedoch aus finanziellen Gründen schließen, keiner der Betreiber hatte jemals kaufmännisches Handeln erlernt. Daraufhin gastierten sie in Berlin, in der Schweiz und unternahmen Tourneen.
Gegen Ende der 1920er Jahre gingen die Brüder Leopoldi allmählich getrennte Wege. Hermann hatte mehr und mehr Soloauftritte, Ferdinand Leopoldi wirkte in dem 1926 gedrehten Film Die Pratermizzi mit und war vorwiegend als Barpianist tätig, bevor er in den 1930er Jahren zahlreiche Auftritte mit Robert Rakowianu (1886–1938) und Grete von Király im Rundfunk hatte.
Nach dem „Anschluss“ Österreichs wurde sein Bruder Hermann 1938 in das KZ Dachau deportiert und konnte 1939 noch in die USA emigrieren. Ferdinand Leopoldi, der mit einer „Arierin“ verheiratet war, verblieb in Wien und lebte während der NS-Zeit untergetaucht in einer Wohnung in der Wiener Bellariastraße. Dort wurde er aber 1943 entdeckt und von der Gestapo zu einem Verhör gebracht, an dessen Folgen er im Rothschild-Spital starb.

## Werke
- Das Mädel ist nicht ohne. Worte von Wilhelm Sterk. Wien 1920.[6]
- Op. 33. Cyrano. Valse macabre. Klavier. Wiener Boheme-Verlag, Wien 1920, OBV.
- Immer nur Du!. Slow-Fox. Worte von Peter Herz. Musik zusammen mit Ferry Kowarik. Figaro-Verlag, Wien/Berlin 1927, OBV.
- Rax-Marsch. Musik zusammen mit Robert Rakowianu.
- Ronald Leopoldi (Hrsg.): Leopoldiana. Gesammelte Werke von Hermann Leopoldi und elf Lieder von Ferdinand Leopoldi. Doblinger, Wien 2011, ISBN 978-3-902667-23-6.

## Filmografie
- 1927: Die Pratermizzi